# Nusa leucophaea
Nusa leucophaea är en tvåvingeart som först beskrevs av Lynch Arribalzaga 1880.  Nusa leucophaea ingår i släktet Nusa och familjen rovflugor. Inga underarter finns listade i Catalogue of Life.